# Tetraparèsia
La tetraparèsia és una parèsia amb afectació de les quatre extremitats. Està també afectat el tronc i habitualment amb hipostèsia. Rarament s'anomena quadriparèsia. Quan el grau d'afectació és complet (paràlisi) llavors s'anomena tetraplegia.
A causa de l'afectació del tronc pot haver-hi afectada la musculatura respiratòria, precisant respiració assistida.

## Etiologia
Habitualment per una lesió a la medul·la espinal cervical.